# Kevin Light
Kevin Richard Light (Vancouver, 16 maggio 1979) è un canottiere canadese, vincitore della medaglia d'oro nell'8 con a Pechino 2008.

## Palmarès
- Olimpiadi

Pechino 2008: oro nell'8 con.
- Campionati del mondo di canottaggio

2002 - Siviglia: oro nell'8 con.
2003 - Milano: oro nell'8 con.
2006 - Eton: bronzo nel 2 senza.
2007 - Monaco di Baviera: oro nell'8 con.
2011 - Bled: bronzo nel 2 con.